# Tiger Aspect Productions
Tiger Aspect Productions é uma Produtora Inglesa famosa de desenhos Animados. Seus trabalhos conhecidos no Brasil são: Charlie e Lola e Mr. Bean: A Série Animada.

## Ligações Externas
Site Oficial